# Rio Xévora (vattendrag i Spanien, Extremadura)
Xévora (port.) / Gévora (span.) är ett vattendrag i Portugal och Spanien.   Den spanska delen ligger i provinsen Provincia de Badajoz och regionen Extremadura, i den västra delen av landet, 300 km väster om huvudstaden Madrid. 